# Phyllachora dominicana
Phyllachora dominicana är en svampart som beskrevs av Petr. & Cif. 1930. Phyllachora dominicana ingår i släktet Phyllachora och familjen Phyllachoraceae.   Inga underarter finns listade i Catalogue of Life.